# Allen Henry Vigneron
Allen Henry Vigneron (Mount Clemens, 21 ottobre 1948) è un arcivescovo cattolico statunitense, dall'11 febbraio 2025 arcivescovo emerito di Detroit e superiore ecclesiastico emerito delle Isole Cayman.

## Biografia
È ordinato sacerdote del clero di Detroit il 26 luglio 1975 dal cardinale John Francis Dearden. Studia a Washington e a Roma, per poi diventare vice-rettore e decano accademico del seminario del Sacro Cuore a Detroit, di cui è successivamente rettore dal 1994 al 2003.
In seguito è nominato officiale della Segreteria di Stato e istruttore aggiunto della Pontificia Università Gregoriana.
Il 12 giugno 1996 è nominato vescovo ausiliare di Detroit e contestualmente vescovo titolare di Sault Sainte Marie in Michigan. Riceve la consacrazione episcopale il 9 luglio 1996 dal cardinale Adam Joseph Maida, co-consacranti i cardinali James Aloysius Hickey e Edmund Casimir Szoka.
Il 10 gennaio 2003 è nominato vescovo coadiutore di Oakland, succedendo il 1º ottobre 2003 al vescovo John Stephen Cummins.
Il 5 gennaio 2009 è nominato arcivescovo di Detroit e superiore ecclesiastico delle Isole Cayman, succedendo al cardinale Adam Joseph Maida, dimessosi per raggiunti limiti di età. Nel 2011 consacra in onore di Maria Stella Maris la prima chiesa cattolica del piccolo arcipelago, affidato alla giurisdizione pastorale di Detroit.
Portavoce del Conferenza Episcopale del Michigan e del Comitato per la dottrina della Conferenza dei vescovi statunitense, è nel comitato dei garanti del Centro cattolico nazionale di bioetica, e il 9 giugno 2009 viene eletto membro e portavoce del Consiglio dei garanti dell'Università cattolica d'America.
Il 29 giugno riceve il pallio arcivescovile da Benedetto XVI nella basilica di San Pietro.

## Ministero

### Ecumenismo
Il 15 maggio 2011 presenzia a una cena di raccolta fondi al centro islamico di Dearborn, dopo la visita di Terry Jones e l'arresto di due estremisti che stavano pianificando un attentato dinamitardo, in tale luogo.

Il 21 aprile 2011 partecipa ad una veglia interconfessionale di preghiera presso la moschea "Islamic Center of America" di Dearborn, la più grande del Michigan, a seguito del tentativo da parte di un estremista di bruciare una copia del Corano. Nel suo discorso testimonia la tolleranza e solidarietà della comunità cattolica, citando la dichiarazione conciliare Nostra aetate in merito alla comune promozione della pace e della libertà, della giustizia e dei valori morali.
La moschea era stata visitata in precedenza almeno tre volte da leader cattolici: dal cardinale Adam Maida dopo gli attentati dell'11 settembre 2001, e nel 2007 aveva ospitato l'incontro per il dialogo interreligioso fra i leader cattolici e musulmani statunitensi.
Nella visita del 2009 aveva condiviso le parole dell'imam Qazwini, per il quale le religioni abramitiche condividerebbero lo stesso "padre nella fede", mentre Gesù Cristo e Maometto sarebbero ugualmente «due maestri» per giungere allo stesso Dio.
Dopo l'attentato del 28 ottobre 2011 alla sinagoga di Pittsburgh, è uno dei primi capi religiosi a inviare alla comunità ebraica locale un messaggio di cordoglio e di alleanza contro la violenza e l'aggressione. Il 3 novembre, il rabbino Moskowitz organizza una veglia al Tempio Shir Shalom a West Bloomfield. A seguito degli attentati di Christchurch nel 2019, si associa ai messaggi dell'imam Mohammad Ali Elahi, dichiarando "a nome dei cattolici del sud est del Michigan, porgo le mie condoglianze e preghiere ai musulmani di tutto il mondo, ed in particolar modo a quelli della Nuova Zelanda che hanno sperimentato il dispiegarsi di una terrificante violenza di Venerdì, in due [loro] luoghi di culto" (house of worship).

### Pastorale
Il 15 maggio 2019 pubblica la lettera pastorale The Day of the Lord nella quale vieta la pratica di giochi e allenamenti sportivi durante la Domenica, ricordando che il giorno del Signore è riservato alla preghiera, alla famiglia e al risposo.

## Genealogia episcopale e successione apostolica
La genealogia episcopale è:
- Cardinale Scipione Rebiba
- Cardinale Giulio Antonio Santori
- Cardinale Girolamo Bernerio, O.P.
- Arcivescovo Galeazzo Sanvitale
- Cardinale Ludovico Ludovisi
- Cardinale Luigi Caetani
- Cardinale Ulderico Carpegna
- Cardinale Paluzzo Paluzzi Altieri degli Albertoni
- Papa Benedetto XIII
- Papa Benedetto XIV
- Papa Clemente XIII
- Cardinale Marcantonio Colonna
- Cardinale Giacinto Sigismondo Gerdil, B.
- Cardinale Giulio Maria della Somaglia
- Cardinale Carlo Odescalchi, S.I.
- Cardinale Costantino Patrizi Naro
- Cardinale Lucido Maria Parocchi
- Papa Pio X
- Cardinale Gaetano De Lai
- Cardinale Raffaele Carlo Rossi, O.C.D.
- Cardinale Amleto Giovanni Cicognani
- Cardinale Pio Laghi
- Cardinale Adam Joseph Maida
- Arcivescovo Allen Henry Vigneron

La successione apostolica è:
- Arcivescovo Bernard Anthony Hebda (2009)
- Vescovo Donald Francis Hanchon (2011)
- Arcivescovo Michael Jude Byrnes (2011)
- Vescovo José Arturo Cepeda Escobedo (2011)
- Vescovo David John Walkowiak (2013)
- Vescovo John Francis Doerfler (2014)
- Vescovo Steven John Raica (2014)
- Vescovo Gerard William Battersby (2017)
- Vescovo Robert Joseph Fisher (2017)
- Vescovo Jeffrey Joseph Walsh (2022)
- Vescovo Edward Mark Lohse (2023)